# Liste von Modellmaßstäben
Die Liste von Modellmaßstäben führt die im Modellbau international üblichen Verkleinerungsmaßstäbe von maßstabsgerechten Modellen auf:
(Für Modelleisenbahnen siehe auch den Hauptartikel: Maßstäbe der Modelleisenbahn)
| Maßstab  | Zoll pro Fuß   | Millimeter pro Fuß | Hauptsächliche Verbreitung | Verwendung und Beispiele |
| -------- | -------------- | ------------------ | -------------------------- | --- |
| 1:20000  |                | 0,015 mm           |                            | Spritzguss-Bausätze der im Original sehr großen Zentradi-Raumschiffe aus der Anime-Science-Fiction-Serie Macross von Arii |
| 1:7000   |                | 0,044 mm           |                            | Maßstab, um den herum der „Sliding scale“ vom Spiel Star Wars Armada und viele Schiffe des Spiels Star Trek Attack Wing eingeordnet sind |
| 1:4800   |                | 0,064 mm           |                            | Fiktive Raumschiffe für das Gesellschaftsspiel Star Cruiser von Citadel Miniatures |
| 1:3900   |                | 0,078 mm           |                            | Star-Trek-Spielzeuge |
| 1:3000   |                | 0,102 mm           |                            | Science-Fiction-Modelle für das Gesellschaftsspiel Starmada von Brigade Models |
| 1:2500   |                | 0,122 mm           | Europa                     | Wargame-Schiffsmodelle sowie fiktive Raumschiffe z. B. aus Star Trek |
| 1:2400   |                | 0,127 mm           | USA und GB                 | Wargame-Schiffsmodelle in Großbritannien und den USA |
| 1:2000   |                | 0,152 mm           |                            | Sailing men o'war der Fighting-Sail-Serie von Valiant Enterprises. |
| 1:1250   |                | 0,244 mm           | Europa                     | Schiffsmodelle (zumeist Wasserlinienmodelle) |
| 1:1200   |                | 0,254 mm           | USA und GB                 | Schiffs- und Hafenmodelle von Airfix |
| 1:1000   |                | 0,305 mm           | Deutschland und Japan      | Flugzeugmodelle von Herpa und Hogan Wings sowie Raumschiffmodelle Space Battleship Yamato 2199 von Bandai, Nenngröße TY, Modelleisenbahn ohne drehende Radsätze |
| 1:900    |                |                    | Japan                      | Nenngröße TY, Modelleisenbahn ohne drehende Radsätze |
| 1:800    |                | 0,381 mm           |                            | Modelle von Flugzeugträgern sowie Druckgussmodelle von Flugzeugen |
| 1:720    |                | 0,423 mm           |                            | Standardgröße für Schiffsmodelle von Revell und Italeri |
| 1:700    |                | 0,435 mm           |                            | Schiffsmodelle und U-Boote von Tamiya, Aoshima, Hasegawa und Fujimi sowie später von Skywave, Matchbox, Dragon und Trumpeter |
| 1:600    |                | 0,508 mm           | GB                         | Dies ist der bei der Royal Navy traditionell übliche Maßstab für Zeichnungen von Schiffen, in dem 1/10 nautische Meile etwa einem Fuß entspricht. Auch sonst häufig für große Schiffe verwendet, Kriegsschiffsmodelle von Airfix, Flugzeugmodelle von Schabak/Schuco. |
| 1:570    |                | 0,535 mm           |                            | Schiffsmodelle von Revell, die halb so groß wie die Standardmodelle für Wargame-Modelle der U.S. Army sind |
| 1:500    |                | 0,610 mm           |                            | Während des Zweiten Weltkrieges vom Militär für Wargame-Schiffsmodelle eingesetzt, Plastik-Schiffsmodelle von Japanischen Firmen wie Nichimo Co Ltd. und Fujimi Model, Druckgussmodelle von Flugzeugen |
| 1:480    |                | 0,635 mm           |                            | Nenngröße T, bei der eine Modell-Spurweite von 3 mm der Normalspur im Original entspricht |
| 1:450    |                | 0,677 mm           | Japan                      | Nenngröße T, bei der eine Modell-Spurweite von 3 mm der Kapspur im Original entspricht, Schiffsmodelle von Hasegawa |
| 1:432    |                | 0,706 mm           | USA                        | Während des Zweiten Weltkrieges von der U.S. Navy für Flugzeugerkennung eingesetzt |
| 1:400    |                | 0,762 mm           | Europa                     | Schiffs- und U-Boot-Modelle sowie Druckguss-Flugzeuge von Heller |
| 1:350    |                | 0,871 mm           | Japan                      | Schiffsmodelle |
| 1:300    |                | 1,016 mm           |                            | Der kleinste Maßstab für Micro Armor. „6 mm Figure Scale“ für Wargames |
| 1:288    |                | 1,058 mm           |                            | Flugzeuge und Raketen |
| 1:285    |                | 1,069 mm           |                            | Auch als „6 mm Figure Scale“ bekannt, den die U.S. Army für Sandkastenspiele einsetzt, häufig neben 1:300-Modellen bei Wargames eingesetzt, auch bei Micro Armor üblich |
| 1:250    |                | 1,219 mm           |                            | Modellschiffe von Heller |
| 1:239    |                | 1,275 mm           |                            | Flugzeugmodelle |
| 1:220    |                | 1,385 mm           |                            | Nenngröße Z |
| 1:200    | 0.06″          | 1,524 mm           |                            | Hochwertige Modellflugzeuge und detaillierte Kartonmodell-Schiffe, „9 mm Figure Scale“ für Wargames |
| 1:182,88 |                | 1,667 mm           |                            | „10 mm Figure Scale“, ein neuerer Maßstab für Antike-, Fantasy- und Sci-Fi-Hobby-Wargames, |
| 1:160    |                | 1,905 mm           |                            | Amerikanische und europäische Modelleisenbahnen in Nenngröße N, auch üblich für mini armor, „10 mm bis 12 mm Figure Scale“ |
| 1:152    |                | 2,005 mm           | GB                         | 2 mm Scale / Britische Nenngröße N |
| 1:150    |                | 2,032 mm           |                            | Modellschiffe von Heller, in Japan als Ersatz für 1:144 Modelleisenbahnen vorgeschlagen |
| 1:148    |                | 2,117 mm           | GB                         | Britische Nenngröße N |
| 1:144    | 1/12"(0,083")  | 2,117 mm           |                            | Nenngröße W für Schiffe, Flugzeuge, Raketen und Raumschiffe, gelegentlich für NASCAR-Modelle eingesetzt, auch für japanische Kapspur-Eisenbahnmodelle der Nenngröße N sowie für japanische Riesenroboter und Spielzeuge, Puppenhäuser in 1:12-Puppenhäusern, Mini armor, „12 mm-“, und „12,5 mm Figure Scale“ für Wargames                                                         |
| 1:128    | 3/32" (0,094") | 2,381 mm           |                            | Wenige Raketen und Fit-in-the-box-Flugzeuge |
| 1:121,92 |                | 2,500 mm           |                            | „15 mm Figure Scale“, sehr verbreitet für Hobby-Wargames |
| 1:120    | 0.1″           | 2,54 mm            | DDR                        | Nenngröße TT |
| 1:110    |                | 2,771 mm           |                            | Modellschiffe, Flugzeuge und Druckguss-Autos |
| 1:108    |                | 2,822 mm           |                            | Früher üblich für Schiffe, Raketen und Raumschiffe, „15 mm Figure Scale“ für Wargames |
| 1:101,6  |                |                    | GB                         | Nenngröße TT3. Britische Variante der Nenngröße TT, bei der die Modell-Normalspurgleise eine Spurweite von 12 mm haben |
| 1:100    |                | 3,048 mm           |                            | Architekturmodelle. Raumschiff-Bausätze. Japanische Flugzeuge, Raumschiffe und Riesenroboter, „15 mm Figure Scale“, Flames of War / Battlefront, Axis & Allies Miniatures, The Face of Battle, Plastic Soldier Company, Zvezda, Forged In Battle, Skytrex Models und I Ain't Been Shot Mum!                                                                                        |
| 1:96     | 1/8″ (0,125″)  | 3.175 mm           |                            | Früher für Schiffe und Raumschiffe |
| 1:91,44  |                | 3,333 mm           |                            | Verbreitet für Hobby-Wargames des Zweiten Weltkriegs, „20 mm Figure Scale“ für Wargames |
| 1:90     |                | 3,387 mm           |                            | Ein von Modellbaufirmen wie Wiking vorgeschlagener Ersatz für Nenngröße H0. |
| 1:87,1   |                | 3,5 mm             |                            | Rechnerische Nenngröße H0 (die Hälfte von Nenngröße 0 mit 7 mm = 1 Fuß) |
| 1:87     |                | 3,503 mm           |                            | Nenngröße H0 für Eisenbahnen, Häuser und Autos, ursprünglich „25 mm Figure Scale“, obwohl das Modell eines 6-Fuß-großen Menschen im Maßstab eher 20 mm hoch ist. |
| 1:82     |                | 3,717 mm           |                            | Ein Kompromiss aus Nenngröße H0 und 00 für Modelle, die mit beiden Nenngrößen verwendet werden können, auch für Militärfahrzeugmodelle |
| 1:80     |                | 3,810 mm           |                            | Autos, Busse, und Lastwagen von Tomytec |
| 1:76,2   |                | 4,000 mm           | GB                         | Nenngröße 00, auch: „4 mm Scale“ |
| 1:76     |                | 4,011 mm           |                            | Militärfahrzeugmodelle |
| 1:75     |                | 4,064 mm           |                            | Modellschiffe von Heller |
| 1:73,152 |                | 4,167 mm           |                            | Hobby Sci-Fi Miniatur-Wargames wie Striker, Gamma World, MechWarrior, Classic Battletech RPG und Dungeons & Dragons |
| 1:72     | 1/6″ (0,167″)  | 4.233 mm           |                            | Häufig für Flugzeuge, Fahrzeuge und Wasserfahrzeuge sowie Figuren verwendet z. B. von Airfix, Revell, HäT, Italeri, Waterloo1815, Esci, Plastic Soldier Company, Strelets, Zvezda, Funkferngesteuerte Fahrzeuge, „20 mm Figure Scale“ bei Wargames |
| 1:66     |                |                    |                            | Druckguss-Automodelle von Schuco, Mercedes-Benz-Personenwagen von Conrad Modelle |
| 1:65     |                | 4,689 mm           |                            | Schiffe und Druckguss-Autos |
| 1:64     |                | 4,763 mm           |                            | Nenngröße S, Hälfte der Nenngröße 1. Schiffe und Druckguss-Autos von Matchbox und Hot Wheels, deren tatsächlicher Maßstab allerdings von 1:55 bis über 1:100 variiert, wird auch 3/16 inch Scale genannt. |
| 1:60,96  |                | 5,000 mm           |                            | Hobby-Wargames bis in die 1970er Jahre, „28 mm Figure Scale“ bis „30 mm Figure Scale“ |
| 1:60     | 0,2″           | 5,080 mm           |                            | Nenngröße Z0, wird für Dungeons & Dragons Miniatures verwendet, wenige Japanische Riesenroboter von Bandai sowie Flugzeuge, ungewöhnliche Eisenbahnmodelle aus Deutschland |
| 1:56     |                | 5,442 mm           |                            | „28 mm Figure Scale“ für Wargames von Wargames Factory, Die Waffenkammer/JTFM Enterprises, NZWM/Army Group North, Force of Arms, Perry Miniatures, Victrix, Kings of War, Saga, Fireforge Games, Bolt Action und weitere Tabletop-Spielsysteme |
| 1:55     |                | 5,644 mm           |                            | Autos und Lastwagen von Siku. Disney’s-Cars-Spielzeuge von Mattel. |
| 1:50     |                | 6,096 mm           | Europa                     | Architekturmodelle. Baufahrzeuge und Lastwagen aus Druckguss. Wenige japanische Flugzeugbausätze und handgemachte Flugzeugmodelle. „25 mm Figure Scale“ für Wargames. |
| 1:48     | 1/4″ (0,25″)   | 6.350 mm           |                            | Amerikanische Nenngröße 0. Bei Puppenhäusern als Quarter Scale bekannt, weil es ein Viertel so groß wie die standardmäßigen 1:12 Puppenhäuser ist. Militärflugzeugmodelle. Ab 2005 für gepanzerte Fahrzeuge von Tamiya. Architekturmodelle, da dieser Maßstab in den USA oft für Zeichnungen verwendet wird. Lego Maßstab, der auch Minifigure genannt wird. "40 mm" Figure Scale. |
| 1:45     |                | 6,773 mm           |                            | Nenngröße 0 nach NEM |
| 1:43,5   |                | 7,02 mm            |                            | Rechnerische Nenngröße 0 mit 7 mm = 1 Fuß. |
| 1:43     |                | 7,088 mm           |                            | Weltweit für Druckguss-Modellautos am weitesten verbreitet. Britische Nenngröße 0. |
| 1:40     | 0.3″           | 7,620 mm           |                            | Sehr frühe Modelle des britischen Gold State Coach. Billige Plastiksoldaten. |
| 1:36     |                | 8,467 mm           |                            | Modellschiffe: 1 Zoll = 3 Fuß. |
| 1:35     |                | 8,709 mm           |                            | Militärfahrzeuge und Soldaten von Verlinden Productions und Tamiya, um Batterien einsetzen zu können. „54 mm Figure Scale“. |
| 1:34     |                | 8,965 mm           | USA                        | Historische und moderne Lastwagenmodelle von First Gear, Inc. Seit den 1990er Jahren auch in Australien und Europa. |
| 1:33     |                | 9,236 mm           |                            | Kartonmodelle von Flugzeugen. |
| 1:32     |                | 9,525 mm           |                            | Nenngröße 1. Von Märklin 1891 erstmals für Modelleisenbahnen der Spur 1 mit 45 mm Gleisabstand verwendet. Militärfahrzeuge. "54 mm Figure Scale. Stablemate Size bei Pferdemodellen. Landwirtschaftliche Modelle von Siku und anderer Herstellern. Am weitesten verbreiteter Maßstab für Slotracing (elektrische Autorennbahnen).                                                  |
| 1:30,5   |                | 10 mm              |                            | Eine Alternative für 1:32. |
| 1:30     | 0,4″           | 10,16 mm           |                            | Spielzeugsoldaten und Militärfahrzeuge von King & Country sowie Figarti. |
| 1:29     |                | 10,51 mm           | USA                        | Amerikanische Eisenbahnen auf Spur 1 Schienen. |
| 1:28     |                | 10,89 mm           |                            | Doppeldecker-Flugzeuge. |
| 1:25     |                | 12,19 mm           | Europa                     | In Europa wird der Maßstab von 1:25 gegenüber dem Maßstab von 1:24 bevorzugt. Architekturmodelle. Autos und Figuren von AMT, Ertl, Revell und Jo-Han, Kartonmodelle von Fahrzeugen, Modelle von Theaterbühnen. In den Niederlanden gibt es ganze Modellstädte in diesem Maßstab. Auch das Swissminiature in der Schweiz hat diesen Maßstab.                                        |
| 1:24     | 1/2″ (0,5″)    | 12,70 mm           |                            | Nenngröße H. Autos und Figuren von Monogram und Tamiya. Amerikanische Puppenhäuser. Druckgussfahrzeuge von Danbury und Franklin Mint. Amerikanische Modelleisenbahnen von Delton Mfg. und Aristocraft Classics. "Little Bit Size" bei Modellpferden. |
| 1:22,5   |                | 13,55 mm           | Deutschland                | Nenngröße 2. Gartenbahn. Playmobil |
| 1:20     | 0,6″           | 15,24 mm           |                            | Modelle von Formel-1-Rennwagen. |
| 1:20,32  |                |                    | USA                        | Nenngröße F. |
| 1:19,1   |                | 16 mm              |                            | „16 mm Scale“. Vorwiegend Begriff Echtdampf (Live Steam)-Modelleisenbahnen. |
| 1:18     | 0,67″          | 16,93 mm           |                            | Autobausätze, Kinderpuppenhäuser. G.I. Joe: A Real American Hero. |
| 1:16     | 3/4" (0,75″)   | 19,05 mm           |                            | Begriff Echtdampf (Live Steam)-Modelleisenbahnen. Farm- und Baufahrzeuge von Ertl. Ferngesteuerte Panzer von Tamiya, Heng Long, Matto, AsiaTam, WSN und Torro. Modellbausätze von Trumpeter, Eduard und Kirin. |
| 1:15     | 0,8″           | 20,32 mm           |                            | Tierfiguren und Automodelle. |
| 1:14     |                | 21,77 mm           |                            | Fahrzeuge von Tamiya und King Hauler. Ferngesteuerte Trucks. |
| 1:13,71  |                | 22,225 mm          |                            | Selbst gebaute Schmalspur-Modeleisenbahnen mit ⅞ Zoll pro Fuß auf Gleisen mit 45 mm Modellspurweite für 2 Fuß (610 mm) Originalspurweite. |
| 1:13,5   |                |                    |                            | Nenngröße M. Ehemals zu den NMRA-Standards gehörende Nenngröße |
| 1:13     |                | 23,44 mm           |                            | Monster-Scenes- und Prehistoric-SceneslBausätze von Aurora |
| 1:12     | 1″             | 25,40 mm           |                            | Modellautos und Motorradmodelle, Live steam Eisenbahnen, Puppenhäuser für erwachsene Sammler, "Classic Scale" bei Pferdemodellen. |
| 1:10     |                | 30,48 mm           |                            | Motorräder, ferngesteuerte Autos und Museumsmodelle. |
| 1:9      | 1.2″           | 33,87 mm           |                            | Motorräder. "Traditional Scale" bei Pferdemodellen. |
| 1:8      | 1½″ (1,5″)     | 38,10 mm           |                            | Autos, Motorräder und Eisenbahnen (7.5" Gauge). |
| 1:7      |                | 43,54 mm           |                            | Japanische Anime Figuren. Der Maßstab eines Lego-Bausteins mit 4 × 2 Noppen im Vergleich zu einem normalen Backstein mit 9 × 4½ × 3 Zoll (22,8 × 11,4 × 7,6 cm). |
| 1:6      | 2″             | 50,80 mm           |                            | Ferngesteuerte Autos. Barbie Puppen. G.I. Joe |
| 1:5      |                | 60,96 mm           |                            | Ferngesteuerte Autos |
| 1:4      | 3″             | 76,20 mm           |                            | Parkeisenbahnen und ferngesteuerte Autos |
| 1:3      | 4″             | 101,60 mm          |                            | Nenngröße P, Super Dollfie |
| 1:2,4    | 5″             | 127,00 mm          |                            | Liliputbahnen, bei denen die Modellspurweite von 15 Zoll (381 mm) dem Original von Schmalspurbahnen mit 3 Fuß (914 mm) entspricht |
| 1:2      | 6″             | 152,40 mm          |                            | My Size (3 Fuß) Fashion Dolls |
| 1:1      | 12″            | 304,80 mm          |                            | Originalgröße |